# Wilhelm Müller (Maler)

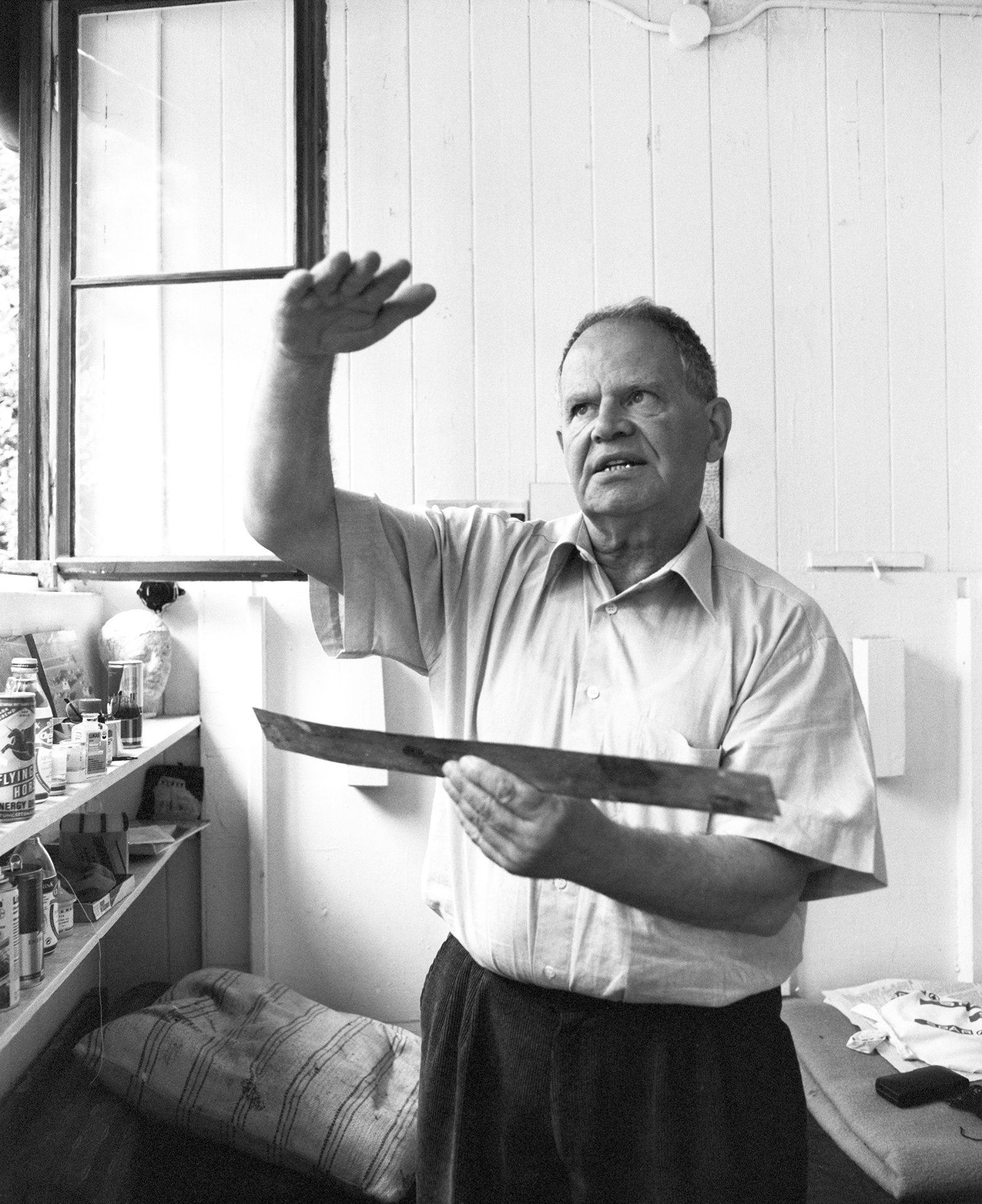
Wilhelm Müller in seinem Atelier im Jahr 1998. Foto: Werner Lieberknecht

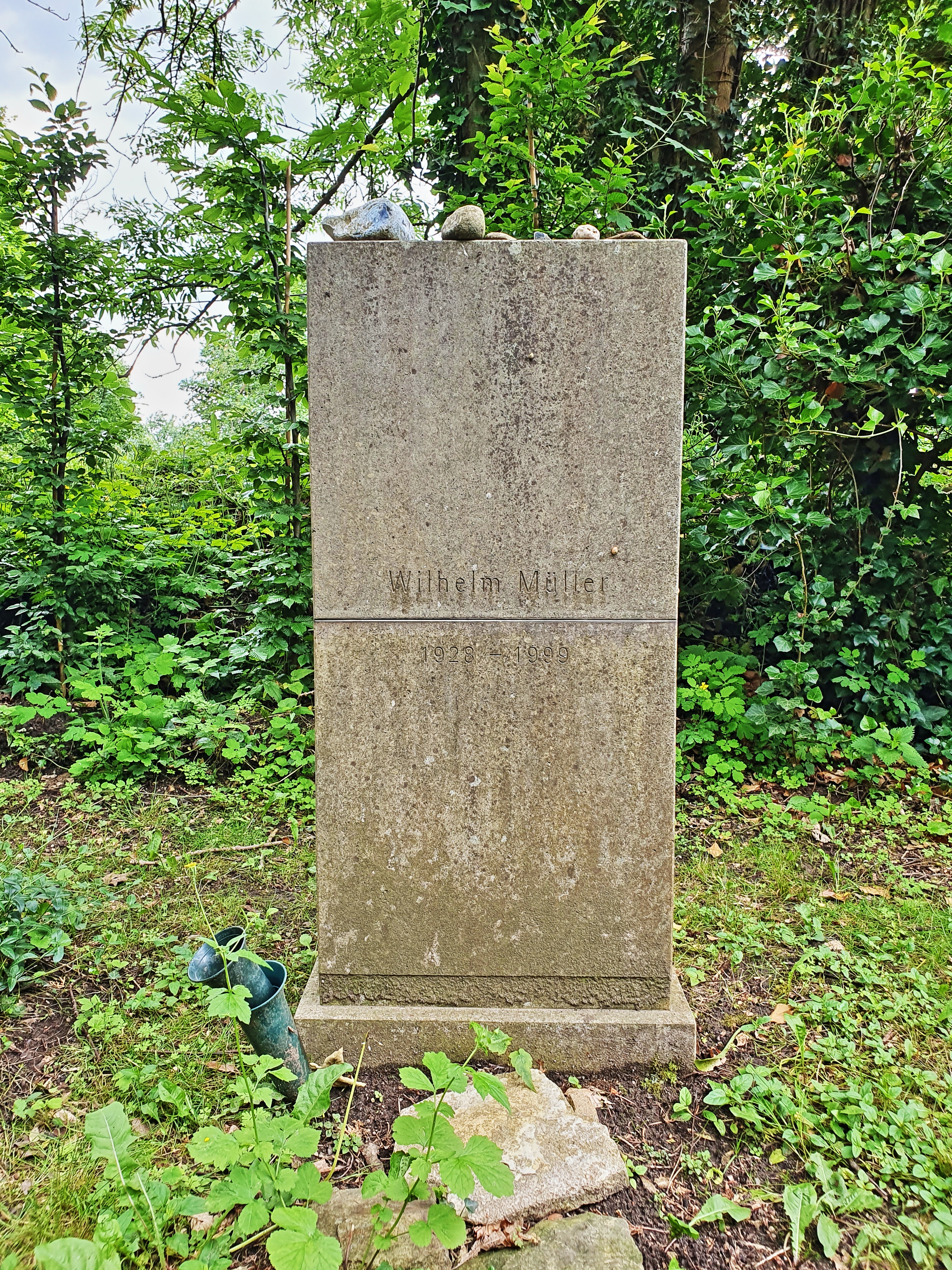
Grab von Wilhelm Müller auf dem Loschwitzer Friedhof

Wilhelm Müller (* 18. März 1928 in Harzgerode; † 29. Oktober 1999 in Dresden) war ein deutscher Maler und Grafiker.

## Leben
Nach einer Ausbildung zum Zahnarzt 1952 bis 1953 arbeitete Müller bis 1979 als Stomatologe. Parallel dazu arbeitete er seit 1961 künstlerisch und nahm 1964 bis 1966 Unterricht bei Hermann Glöckner in Dresden als dessen einziger Schüler. Seit 1980 war Müller als freischaffender Künstler in Dresden tätig und parallel dazu 1980 bis 1989 wissenschaftlicher Mitarbeiter am Staatlichen Museum für Völkerkunde in Dresden, für das er eine Sammlung islamischer Bauern- und Nomadenteppiche aufbaute.
Wilhelm Müller wählte 1999 den Freitod. Ausschlaggebend waren seine schlechte Gesundheit und sein psychischer Zustand. Er empfand, dass sein Werk nicht die ihm gebührende Anerkennung erhielt. Hinzu kam der drohende Verlust seines Ateliers in der Prellerstraße 38. Er wurde auf dem Loschwitzer Friedhof beigesetzt.

## Werk
Müller schuf ab 1961 in der Auseinandersetzung mit der informellen Malerei abstrakte Kompositionsstudien als Aktionsmalerei. Zwischen 1965 und 1985 entstanden – angeregt von Hermann Glöckner – die von Müller so genannten „konstruktiven Übung“. Ab 1990 arbeitete er an den Werkgruppen „Variationen zu einem Thema von Otto Freundlich“ und „Vernunft und Zärtlichkeit“.
Müller wechselte in seinem Werk immer wieder zwischen expressiv-gestischen und konstruktiv-gegenstandslosen Formen. Er zählt zu den wenigen gegenstandslos und damit gegen die Staatsideologie des Sozialistischen Realismus arbeitenden Künstler der DDR.

## Sammlungen
- Staatliches Lindenau-Museum, Altenburg
- Nationalgalerie, Berlin
- Sammlung des Bundes, Bonn
- Museum der Schönen Künste, Graphische Sammlungen, Budapest
- Brandenburgische Kunstsammlungen, Cottbus
- Staatliche Kunstsammlungen, Kupferstichkabinett, Dresden
- Staatliche Kunstsammlungen, Gemäldegalerie Neue Meister, Dresden
- Städtische Galerie Dresden: Eruptives Rot, 1964, Öl auf Hartfaserplatte. Aus dem Vermächtnis der Kunstsammlerin Ursula Baring (1907–2002)
- Kunstfonds des Freistaates Sachsen, Dresden
- Museum für Junge Kunst, Frankfurt (Oder)
- Städtische Sammlungen Freital: Titan-Blau Toyota, 1989, Stiftung Friedrich Pappermann Freital
- Staatliche Galerie Moritzburg, Halle
- Muzeum Sztuki, Łódź
- Staatsgalerie, Graphische Sammlungen, Stuttgart
- Nationalgalerie, Graphische Sammlungen, Warschau
- National Gallery of Art, Washington
- Museum im Kunstspeicher, Würzburg
- Von der Heydt Museum, Wuppertal
- Museum Haus Konstruktiv, Zürich

## Einzelausstellungen (unvollständig)
- Ende der 1960er Jahre: Ausstellungen in Privaträumen der Krankengymnastin und Kunstsammlerin Ursula Baring in Dresden-Strehlen
- 1972: Ausstellung in Privaträumen des Chemikers und Kunstfreunds Eberhard Gäbler[2]
- 1976: Erfurt, Atelierbund
- 1987: Leipzig, Galerie Theaterpassage
- 1989: Dresden, Galerie Gebr. Lehmann
- 1990: Dresden, Hochschule für Bildende Künste
- 1992: Dresden, Galerie Gebr. Lehmann
- 1994: Mahlberg, Galerie Heinz Teufel
- 1994: Dresden, Galerie Holze-Teufel
- 1996: Dresden, Kupferstich-Kabinett der Staatlichen Kunstsammlungen[3]
- 1998: Dresden, Galerie des Regierungspräsidiums Dresden

### Postum
- 2019: Chemnitz, Wilhelm Müller – Konstruktive Übungen; Morgner Archiv[4]
- 2024: Dresden, Leonhardi-Museum